# Ballet Rambert
Il Rambert, precedentemente noto come Rambert Dance Company fino al 2014 e prima ancora come Ballet Club e Ballet Rambert, è una delle principali compagnie di danza britanniche. Nata nel 1919 come una compagnia di balletto, nel corso del XX secolo ha esercitato un'enorme influenza sullo sviluppo della danza nel Regno Unito ed è successivamente diventata una compagnia di danza contemporanea.

## Storia
Dopo aver trascorso anni come ballerina nei Balletti russi di Sergej Djagilev e allieva di Enrico Cecchetti, Marie Rambert fondò una scuola di danza a Notting Hill Gate nel 1919.
Nel 1926 formò il Rambert Dancers, una troupe composta dai suoi studenti che si esibiva in diversi teatrali di Londra. Nel 1930 la compagnia divenne il Ballet Club al Mercy Theatre di Londra, che era di proprietà del marito di Rambert. Il Ballet Club divenne la prima compagnia di balletto nel Regno Unito e, ribattezzata Ballet Rambert, portò i propri spettacoli in scena in tutta la Gran Bretagna. Dopo la morte di Djagilev nel 1929, molti ballerini dei Balletti russi, tra cui anche Alicia Markova e Anton Dolin, si unirono al Ballet Rambert, che formò e lanciò le carriere di artistii quali Frederick Ashton, Antony Tudor, Agnes de Mille e Pearl Argyle.
Negli anni cinquanta il Royal Ballet finì per soppiantare il Ballet Rambert, diventando la principale compagnia classica della nazione. Rambert decise quindi di diversificare la propria programmazione, aggiungendo coreografie neoclassiche e moderne al suo repertorio. Nel decennio successivo la compagnia abbandonò definitivamente la danza classica per abbracciare un repertorio contemporaneo. In questa vesta la compagnia si è affermata a livello mondiale. Nel 1987 la compagnia fu ribattezzata Rambert Dance Company, mentre nel 2013 fu rinominata semplicemente Rambert.